# 母恵夢本舗
株式会社母恵夢本舗（ぽえむほんぽ）は、愛媛県今治市に本社を置く製菓の製造販売を行う企業。東予地方に店舗を展開している。
中予地方や八幡浜市に店舗展開する「株式会社母恵夢」は母恵夢本舗の松山店が独立して誕生した別会社である。母恵夢とは扱う商品などに違いが見られる。

## 主要事業所
- 本社・本社工場 - 愛媛県今治市黄金町5丁目2番地10
- 東門工場 - 愛媛県今治市東門町6丁目2-32
- 桜井工場 - 愛媛県今治市古国分1丁目3-46
- 今治東工場　- 今治市桜井3丁目5-60

## 沿革
- 1946年 - 贈答用の上菓子店「権太」を創業。
- 1953年 - 有限会社菓舗権太を設立。松山市大街道に松山店を開店。
- 1955年 - 「母恵夢」が爆発的にヒットする。
- 1956年 - 松山店が分離独立（現「株式会社母恵夢）[1]。
- 1963年 - 今治店工場ビル（現:本店）建設。
- 1968年 - 今治市黄金町に工場移転（現:本社工場）。
- 1978年 - 「有限会社母恵夢本舗」に社名変更。
- 1983年　- 旭町店が新築オープン。
- 1996年 - 株式会社化し、「株式会社母恵夢本舗」に組織変更。片山店が新築オープン。
- 1997年 - 中萩店を移転改築。
- 1998年 - ワールドプラザ店が新築オープン。
- 2002年 - 西条店（フジグラン西条店内）がオープン。
- 2004年 - 東門工場を新設。
- 2008年 - 桜井工場を新設。
- 2015年 - 今治東工場を新設。

## 店舗
今治市に3店舗、新居浜市に1店舗の合計4つの直営店舗を展開している。また、松山自動車道石鎚山サービスエリアなどに商品を卸している
愛媛県今治市黄金町にある本店は建物の上に城の様な建物が設置されており、特徴的な建物として知られている。

## 主力商品
- 母恵夢 - 1950年「バター饅頭」として発売。後に「母恵夢」へ改称[3]。
- ベビーポエム
- うずしおパイ
- キャラメシアン
- 伯方の塩 純生入り大福
- 瀬戸内果樹の菓 すずなり
- じゃこ天煎餅 きさいや